# Trophées francophones du cinéma
Trophées francophones du cinéma byla filmová cena udělované asociací Trophées francophones du cinéma (ATFCiné) v letech 2013 až 2021. Cílem ceny bylo podpořit vliv kinematografie ve frankofonních zemích.

## Charakteristika
Cílem Trophées francophones du cinéma byla propagace filmové produkce ve frankofonních zemích. Pořádala je stejnojmenná asociace, která sídlila v belgickém Namuru. Posláním asociace bylo podporovat rozmanitost filmové tvorby ve frankofonních zemích a propagovat ve filmové oblasti.
Ceny byly udělovány celkem v devíti kategoriích:
- Trophée francophone de l'interprétation féminine (nejlepší herečka)
- Trophée francophone de l'interprétation masculine (nejlepší herec)
- Trophée francophone du second rôle féminin (nejlepší herečka ve vedlejší roli)
- Trophée francophone du second rôle masculin (nejlepší herec ve vedlejší roli)
- Trophée francophone du scénario (nejlepší scénář)
- Trophée francophone de la réalisation (nejlepší režie)
- Trophée francophone du court métrage (nejlepší krátký film)
- Trophée francophone du long métrage documentaire (nejlepší celovečerní dokumentární film)
- Trophée francophone du long métrage de fiction (nejlepší celovečerní film)

V každé kategorii bylo pět nominací.
Členské země Mezinárodní organizace Frankofonie přihlásily filmy. Každá země mohla přihlásit maximálně pět celovečerních filmů (včetně maximálně dvou dokumentárních filmů) a maximálně tři krátké filmy. Nejprve komise vybrala kandidáty, poté porota složená z kandidátů vybrala nominované filmy a ve druhém kole další porota složená z nominovaných určila vítěze.
Aby mohl film cenu získat, musel být promítán v kině nebo na filmovém festivalu, alespoň polovina dialogů musela být ve francouzštině nebo jiném úředním jazyce členských zemí OIF a film musel být produkován produkční společností se sídlem v jedné z členských zemí.
Slavnostní předávání cen vysílala televize TV5 Monde.

## Místa konání
- 2013: Senegal, Dakar
- 2014: Francie, Paříž
- 2015: Pobřeží slonoviny, Abidžan
- 2016: Libanon, Bejrút
- 2017: Kamerun, Yaoundé
- 2018: Senegal, Saint-Louis
- 2020: Rwanda, Kigali
- 2021: Rwanda, Kigali